# Lukáš Csáno
Lukáš Csáno (* 11. červenec 2001, Slovensko) je slovenský fotbalový útočník, od léta 2020 hráč klubu FC Slovan Liberec.

## Klubová kariéra

### Mládežnické roky
Fotbalově vyrůstal v Trnavě.

### FC Spartak Trnava
Do prvního týmu Trnavy se od začátku neprosadil, nastupoval především za mládežnické výběry.

### FC Slovan Liberec
V srpnu 2020 tak přestoupil do českého prvoligového Liberce. Premiéru v dresu prvního týmu si odbyl o měsíc později v utkání proti Pardubicím. K 5. březnu 2021 nastoupil do dvou ligových zápasů, ve kterých branku nevstřelil. Zahrál si také v jednom utkání MOL Cupu, také bez střeleckého úspěchu. V listopadu 2020 se pak dočkal také premiéry v evropských pohárech, když nastoupil na několik minut zápasu základní skupiny Evropské ligy proti Hoffenheimu. Ani v tomto případě branku nevstřelil.
Výraznou produktivitu pak v první sezóně v Liberci prokazoval v dresu třetiligové rezervy, když také k 5. březnu 2021 odehrál 4 ligové zápasy, v nichž se střelecky prosadil celkem šestkrát.

## Klubové statistiky
- aktuální k 5. březen 2021

| Tým                 | Sezona            | Liga   | Liga   | Pohár  | Pohár  | Evropské poháry | Evropské poháry |
| Tým                 | Sezona            | Zápasy | Branky | Zápasy | Branky | Zápasy          | Branky          |
| ------------------- | ----------------- | ------ | ------ | ------ | ------ | --------------- | --------------- |
| FC Slovan Liberec   | 2020/21           | 2      | 0      | 1      | 0      | 1               | 0               |
| FC Slovan Liberec B | 2020/21 (3. liga) | 4      | 6      | -      | -      | -               | -               |
| Celkem              | Celkem            | 6      | 6      | 1      | 0      | 1               | 0               |